# Амазон-карлик
Амазо́н-ка́рлик (Hapalopsittaca) — рід папугоподібних птахів родини папугових (Psittacidae). Представники цього роду мешкають в Андах.

## Види
Виділяють чотири види:
- Амазон-карлик вогнистоголовий (Hapalopsittaca amazonina)
- Амазон-карлик жовтолобий (Hapalopsittaca fuertesi)
- Амазон-карлик червонолобий (Hapalopsittaca pyrrhops)
- Амазон-карлик чорнокрилий (Hapalopsittaca melanotis)

## Етимологія
Наукова назва роду Hapalopsittaca походить від сполучення слів дав.-гр. ἁπαλος — ніжний і ψιττακη — папуга.